# پالوپو (شهر)
پالوپو (به لاتین: Palopo) یک منطقهٔ مسکونی در اندونزی است که در سولاوسی جنوبی واقع شده‌است.
 پالوپو ۲۴۷٫۵۲ کیلومتر مربع مساحت و ۱۴۸٬۰۳۳ نفر جمعیت دارد.